# Leavesdenské filmové ateliéry

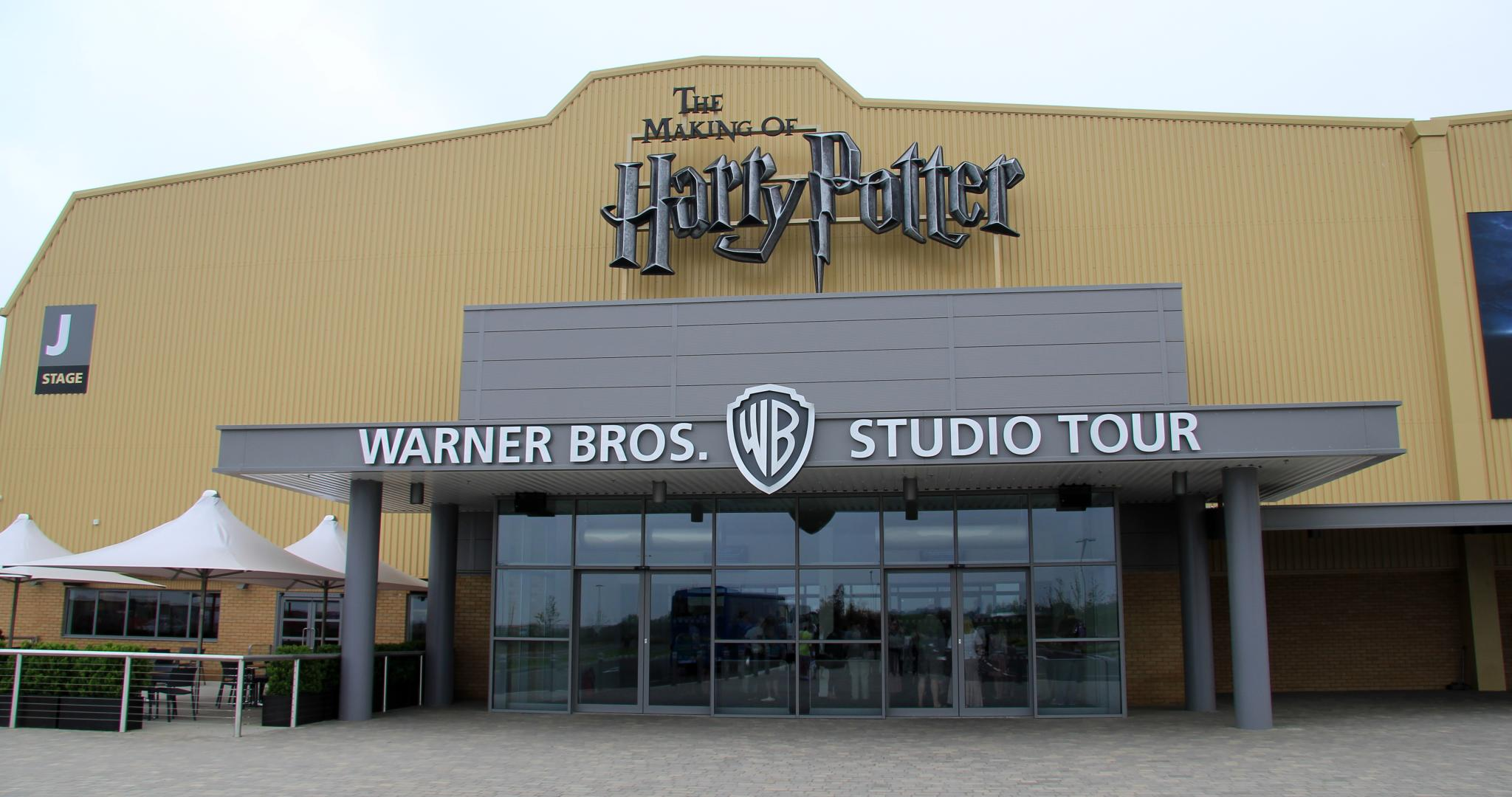
Vstupní portál prohlídkové trasy o natáčení filmů o Harrym Potterovi ve studiích Warner Bros. v Leavesdenu

Leavesdenské filmové ateliéry je filmový a mediální komplex v Anglii vybudovaný na místě bývalé továrny firmy Rolls-Royce, kde se za druhé světové války vyráběla letadla. Nacházejí se ve čtvrti Leavesden ve městě Watford v hrabství Hertfordshire.
Tento neustále se rozrůstající se komplex budov a hal je jedním z nemnoha britských filmových ateliérů, kde lze budovat rozměrné stavby. Filmařům je zde k dispozici 50 000 m2 flexibilní kryté plochy včetně kompletního zázemí. K tomu patří ještě více než 30hektarový pozemek pro stavbu venkovních scén.
První film, který byl v těchto ateliérech natočen, byla v roce 1995 bondovka Zlaté oko (anglicky Golden Eye).

Od roku 2000 se zde natáčely všechny filmy série o Harrym Potterovi. Právě zde filmaři postavili Bradavice, Příčnou ulici, Ministerstvo kouzel, Doupě a spoustu dalších míst kouzelného světa.
Jednou z největších venkovních staveb, jež byly v Leavesdenu postaveny, byla řada 10 domů (5 a 5 na každé straně), jež tvořily Zobí ulici.
Kromě celé řady reklamních a hudebních klipů zde vznikly tyto filmy:
- Mortal Kombat: Annihilation (1997)
- Star Wars: Epizoda I – Skrytá hrozba (1999)
- Ospalá díra (2000)
- Harry Potter a Kámen mudrců (2001)
- Harry Potter a Tajemná komnata (2002)
- Harry Potter a vězeň z Azkabanu (2004)
- Harry Potter a Ohnivý pohár (2005)
- Harry Potter a Fénixův řád (2007)
- Temný rytíř (2008)
- Harry Potter a Princ dvojí krve (2009)
- Scum 2 (2010)
- Harry Potter a Relikvie smrti – část 1 (2010)
- Harry Potter a Relikvie smrti – část 2 (2011)